# Arthur O'Neill
Pour les articles homonymes, voir O'Neill.
Arthur Edward Bruce O'Neill, né le 19 septembre 1876 et mort le 6 novembre 1914 à Zillebeke en Belgique, est un soldat et homme politique britannique. Il est le premier député britannique à être tué au combat durant la Première Guerre mondiale. Il est également le père de Terence O'Neill, Premier ministre d'Irlande du Nord de 1963 à 1969.

## Biographie
Il est le second fils (et le premier à atteindre l'âge adulte) d'Edward O'Neill, 2e baron O'Neill. La famille est propriétaire du château de Shane près de Randalstown dans le comté d'Antrim, dans le nord de l'Irlande. Son père représente ce comté à la Chambre des communes du Royaume-Uni de 1863 à 1880, sous l'étiquette du Parti conservateur, avant d'hériter du siège de son père William à la Chambre des lords en 1883,.
Arthur O'Neill est éduqué au prestigieux collège d'Eton, en Angleterre, puis s'enrôle dans l'armée britannique. D'abord membre du 4e bataillon du régiment d'infanterie des Argyll and Sutherland Highlanders, il rejoint le 2e régiment des Life Guards en mai 1897. Promu lieutenant en juin 1898, il prend part à la seconde guerre des Boers, et notamment au siège de Kimberley ainsi qu'à la bataille de Driefontein. Il est promu capitaine en janvier 1902.
Il entre en politique lorsque son oncle Robert, député de la circonscription de Mid-Antrim, décide de ne pas se représenter aux élections législatives de janvier 1910. Candidat du Parti unioniste irlandais, Arthur O'Neill est le seul candidat dans cette circonscription, et succède à son oncle. Il est réélu sans opposition aux élections en décembre. Avec Edward Carson, le chef du Parti unioniste, il s'oppose « résolument » au projet de loi introduit en 1912 par le gouvernement du Premier ministre Herbert Asquith pour accorder l'autonomie à l'Irlande. Avec Edward Carson également, il exerce un « rôle clef dans la mise en œuvre » en 1912 de la Force des volontaires de l'Ulster, milice unioniste opposée à l'autonomie. Sa formation militaire s'avère précieuse aux miliciens à cet égard,,.
Il réintègre le 2e régiment des Life Guards mi-octobre 1914 et est déployé au front de l'Ouest de la Grande Guerre. Il est tué au combat dès le 6 novembre, à Zillebeke près d'Ypres, à l'âge de 38 ans. Sa mort est annoncée à la Chambre lorsque débute la session parlementaire suivante, le 11 novembre, et alors que 20 % des députés sont absents parce que déjà déployés volontairement au sein des forces armées. Sa mort entraîne une élection partielle dans la circonscription de Mid-Antrim, remportée par son frère Hugh, pour le Parti unioniste également.
Arthur O'Neill est commémoré au mémorial de la Porte de Menin, ainsi que par un blason dans les locaux de la Chambre des communes. Il est par ailleurs l'un des quarante-trois parlementaires britanniques morts à la Première Guerre mondiale et commémorés par un mémorial à Westminster Hall, dans l'enceinte du palais de Westminster où siège le Parlement,. Il laisse trois fils : deux d'entre eux, Brian et Shane, seront tués au combat durant la Seconde Guerre mondiale, tandis que Terence aura une carrière politique de premier plan en Irlande du Nord,.